# Plage de sable noir
Pour un article plus général, voir Plage.

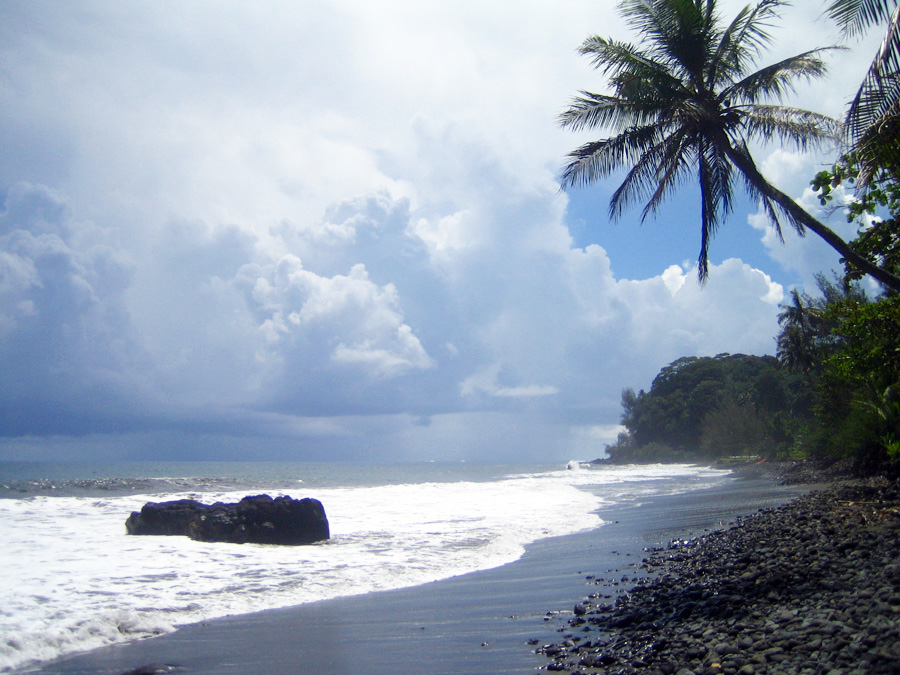
Plage de sable noir à Tahiti.

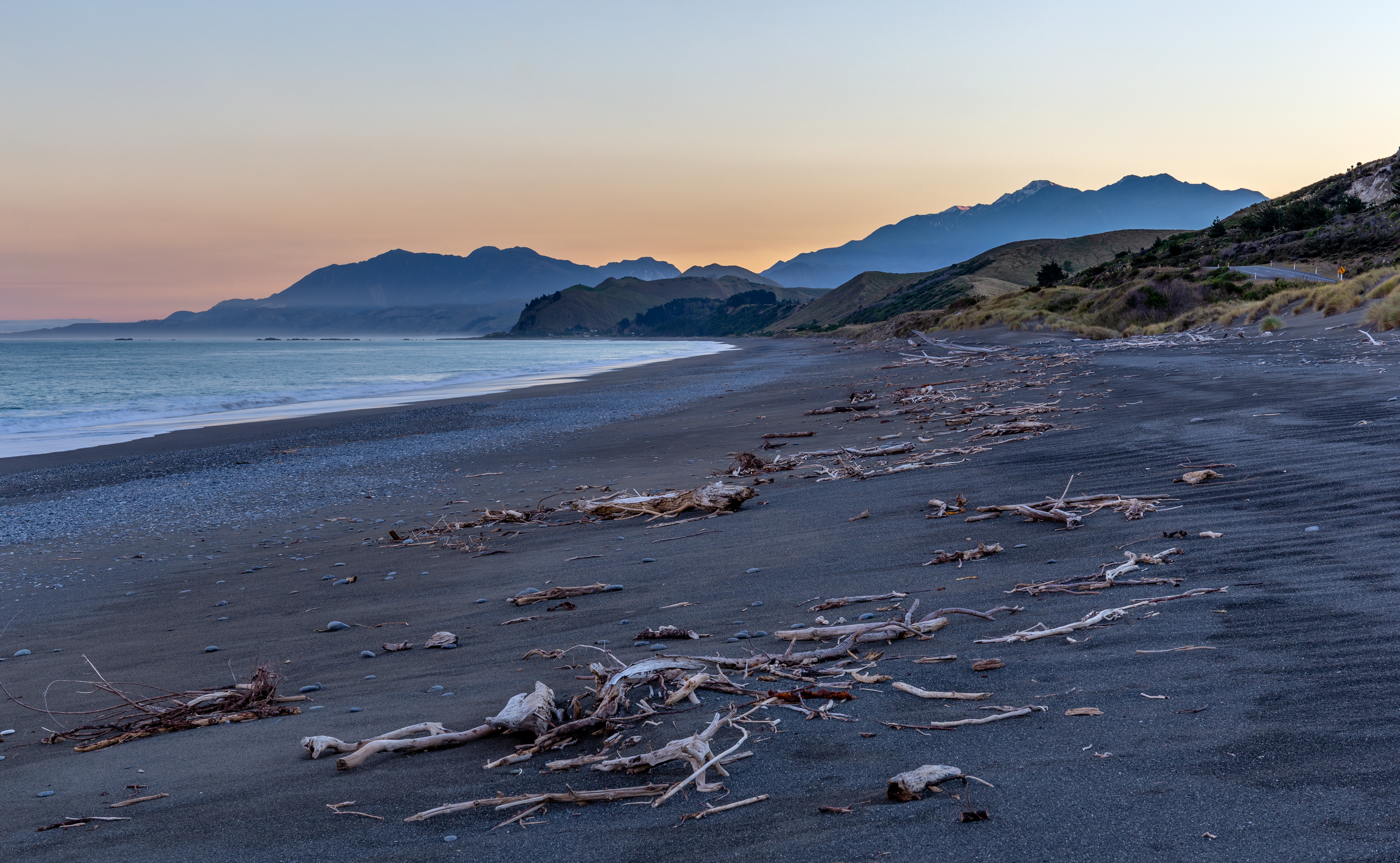
Plage de sable noir dans le nord de la péninsule de Kaikoura, Nouvelle-Zélande.

Une plage de sable noir est une plage constituée de sable de couleur noire, généralement d'origine volcanique. Exposé au Soleil, le sable de ces plages peut atteindre des températures très élevées en mesure de provoquer des brûlures graves chez ceux qui y marchent pieds nus.

## Exemples
- Punaluʻu Black Sand Beach, dans l'île d'Hawaï à Hawaï
- Plage de la Pointe Vénus, à Tahiti
- Plage de L'Étang-Salé, à La Réunion
- Plage du Tremblet, à La Réunion
- Plage de Vík í Mýrdal, en Islande
- Plage du Carbet, en Martinique
- Plage de Limbé, au Cameroun
- Plage de Bandrélé, à Mayotte
- Plage de Playa Negra, à Talamanca au Costa Rica
- Plage de l’Est à Amed, à Bali en Indonésie
- Plage de Kamakura, à Honshu au Japon
- Plage de La Grande Conque à Agde, France, (Site du Volcan d'Agde)
- Plages de Muriwai Beach, près d'Auckland dans l'île du Nord de la Nouvelle-Zélande
- Plage de la Possession, dans les îles Kerguelen
- Plage de l’Arena, à Ténérife
- Plage de la Vallée de Waipiʻo, dans l'île d'Hawaï à Hawaï